# David Carl Turnley
David Carl Turnley (Fort Wayne (Indiana), 22 juni 1955) is een Amerikaanse fotograaf. Hij is winnaar van de Pulitzer Prize en de Robert Capa Gold Medal, en tweevoudig winnaar van de World Press Photo van het jaar.

## Biografie
Turnley studeerde Franse literatuur aan de Universiteit van Michigan. Ook studeerde hij aan de Harvard-universiteit en als vloeiend spreker van Frans eveneens aan de Sorbonne. Naast Frans beheerst hij tevens het Spaans.
Van 1985 tot 1997 documenteerde Turnley de strijd tegen apartheid in Zuid-Afrika, revoluties in Oost-Europa, de studentenopstand in China, de Bosnische Burgeroorlog, de Golfoorlog van 1990-1991, en het uiteenvallen van de Sovjet-Unie. Naast het publiceren van talrijke boeken heeft hij voor CNN in 2001 een met een Emmy genomineerde documentaire geregisseerd over de Dalai Lama.  Turnley was een van de weinige fotografen die op 11 september 2001 aanwezig was bij de aanslagen op het World Trade Center in New York, en die samen met de allereerste brandweermannen het puin inging. Hij regisseerde in 2002 een speelfilm-documentaire over de Cubaanse danszaal, La Tropical, en in 2012 de documentaire Shenandoah over de moord in 2008 op een immigrant uit Mexico door een groep high school football-spelers uit Shenandoah (Pennsylvania).
In 1989 won Turnley de Pulitzer Prize voor fotografie voor foto's van de politieke opstanden in China en Roemenië, evenals de Robert Capa Gold Medal. Hij won de World Press Photo van het jaar in 1988 voor een foto genomen na de verwoestende aardbeving in Spitak en opnieuw in 1991 voor een foto van een Amerikaanse sergeant die rouwt om de dood van een medesoldaat tijdens de Golfoorlog. 
Zijn tweelingbroer Peter Turnley is ook fotograaf.
- Bibliothèque nationale de France: cb12327629f (data)
- Gemeinsame Normdatei: 124487432
- International Standard Name Identifier: 0000 0000 8396 7938
- Library of Congress Control Number: n88110985
- Nationale Bibliotheek van Letland: 000237561
- Nationale Bibliotheek van Tsjechië: xx0181509
- Nederlandse Thesaurus van Auteursnamen: 08824346X
- PIC: 310361
- RKD-Nederlands Instituut voor Kunstgeschiedenis: 308870
- Système universitaire de documentation: 032199589
- Virtual International Authority File: 79092444
- WorldCat: E39PBJqFQXgp4bykT6jwTgx7HC